# Осьмак Кирило Іванович
Кири́ло Іванович Осьма́к  (псевдо Марко Горянський; 9 травня 1890, Шишаки, Полтавська губернія, Російська імперія, нині Полтавська область, Україна — 16 травня 1960, Владімір, СРСР) — український  вчений-аграрій, громадський та політичний діяч національного відродження, діяч Української Центральної Ради, діяч ОУН, голова Підпільного уряду України у 1944, Президент Української Головної Визвольної Ради, Борець за незалежність України у ХХ сторіччі. У 1944 ув'язнений та засуджений радянськими спецслужбами. Загинув у в'язниці в 1960 році.

## Життєпис

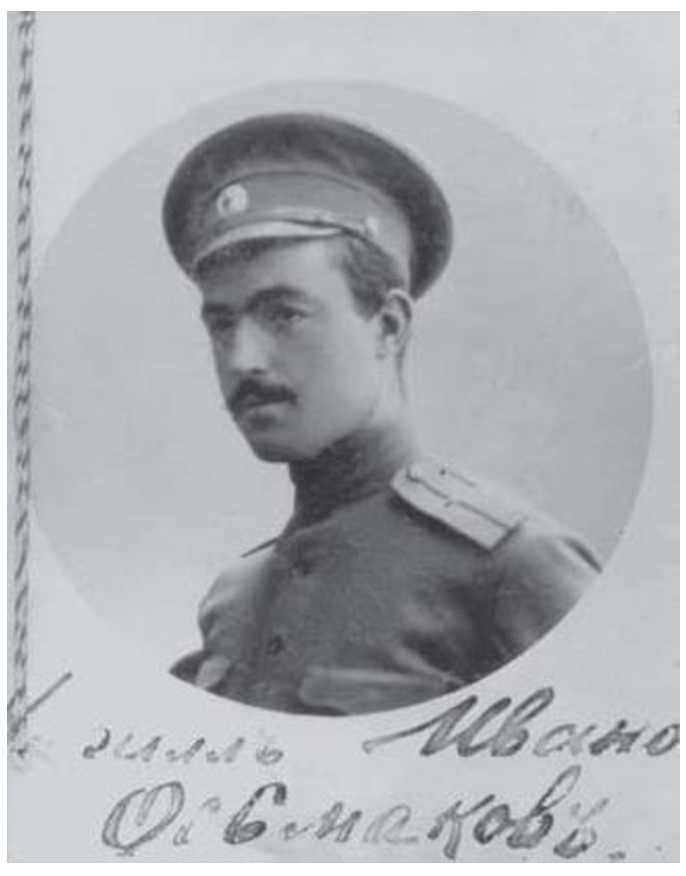
В часі служби в РІА

Народився 9 травня 1890 року в містечку Шишаки на Полтавщині. Навчався в Шишацькій народній та Миргородській повітовій школах, у Полтавському реальному училищі. Вищу освіту здобув у Московському сільськогосподарському інституті (1910—1916). Студентську практику проходив на Волині, Катеринославщині, Кубані, в Сибіру.
Коли почалася Перша світова війна, він був на практиці в місті Омську. З липня 1915 по грудень 1916 року служив у Відділі допомоги біженцям, які постраждали від війни, Комітету Південно-Західного фронту Всеросійського союзу. Тут Кирило познайомився з волинянкою Марією Юркевич. Вони обвінчалися в січні 1916 року, в жовтні в них народився син. Наприкінці 1916 року подружжя оселилося в Києві.

### Участь у Перших Визвольних Змаганнях та переслідування
Кирило Осьмак був серед тих, хто в березні 1917 року створив Центральну Раду — тимчасовий парламент України. З 1917 року працював у Генеральному секретаріаті земельних справ, завідував видавничим відділом. Коли після урядового перевороту до влади в Україні прийшов гетьман Павло Скоропадський, Кирило Осьмак брав участь у триденному антигетьманському страйку, за що був звільнений з роботи. Влаштувався в Центральний сільськогосподарський кооперативний союз, завідував відділом селянського будівництва. А з початку 1925 року працював в Інституті української наукової мови Всеукраїнської академії наук, створював сільськогосподарський термінологічний словник.
Член УПСР, член Центральної Ради (1917—1918). Агроном, організатор кооперативів. П'ятого березня 1928 року Кирила Осьмака заарештували у Харкові «за участь у контрреволюційній організації правих українських націоналістів у буряковій кооперації, що вела роботу по створенню української селянської партії, яка в майбутньому виступила б проти радянської влади». 28 вересня 1928 року його вислали за межі України на три роки — як «соціально небезпечний елемент». У Курську Осьмак і далі працював над словниками сільськогосподарської та лісової термінології.
Другого березня 1930 року його знову заарештували в Москві (1930), засуджений на п'ять років за справою СВУ, відбув 3 роки в концтаборі на Півночі, будував залізницю на Сиктивкар. Наприкінці осені 1933 року, коли в Україні лютував голод, Кирила Осьмака достроково звільнили, і він оселився з сім'єю під Москвою.
Потім родина переїхала в село Катіне Рязанської області, Кирило почав працювати агрономом у колгоспі (1933—1938). Знов ув'язнений (1938—1940). Був звільнений у лютому 1940 року, але загинула його дружина: її шантажували, вимагали, щоб свідчила проти чоловіка, вона не витримала й кинулася під потяг. У березні 1940 року Кирило Осьмак повернувся в Київ, де жив з родиною (1940—1941).

### Співпраця з антинацистським підпіллям
У жовтні 1941 року в Києві створено Українську національну раду, Кирило очолив у ній відділ земельних справ і створив Бюро кооперативного товариства «Сільський господар». Допомагав продовольством українським підпільникам і членам похідних груп ОУН. Підтримував зв'язок з антифашистським українським підпіллям упродовж усієї окупації Києва.
Наприкінці вересня 1943 року з другою дружиною і дворічною донечкою Наталею Кирило приїхав до Львова (старша дочка Лариса залишилася в Житомирі, де працювала в земській управі, а нелегально — в сітці ОУН. Вона безслідно зникла в одній з поїздок з підпільною літературою). У Львові Кирило Осьмак зустрічається з діячами ОУН та командуванням УПА, бере участь у створенні підпільної організації, що має стати верховним політичним і державним органом українського народу, опрацьовує документи, які ляжуть в її основу; стає директором Стрийського окружного товариства «Сільський господар», що дає йому можливість вільно їздити краєм. Він використовує це для таємної діяльності.

### На чолі УГВР
Десятого червня 1944 року відбулося засідання Ініціативного комітету УГВР, де затверджено назву організації — Українська головна визвольна рада. Основоположними документами стали «Універсал», «Платформа», «Устрій», опрацьовані Кирилом Осьмаком та іншими членами Ініціативного комітету («Універсал» іще називався «Зверненням до українського народу»).
11—15 липня 1944 року відбувся Великий збір УГВР, обрали президію та Генеральний секретаріат — підпільний парламент та підпільний уряд воюючої України. Головою президії та президентом УГВР обрали Кирила Осьмака (псевдонім — Марко Горянський).
Президент УГВР склав присягу, оселився з сім'єю в с. Недільна Стрілківського району, де стояли чотири сотні УПА і штаб УПА-Захід. 25 липня відбулося перше засідання, на якому вирішили президента Кирила Осьмака залишити в Україні, а голова уряду Роман Шухевич та інші троє членів УГВР мали їхати за кордон — представляти інтереси України перед іншими державами.
У середині серпня 1944 року Кирило Осьмак відвіз дружину з донькою в село Тур'є Горішнє й оселив біля великого лісу. Відразу ж після цього сотні УПА вирушили в напрямку Турки. 23 серпня 1944 року відбулася сутичка між відділами УПА та частинами Червоної армії. Кирило Осьмак був поранений, чимало його однодумців загинуло, але йому вдалося втекти. Переховувався в селі Дорожів Дублянського району Дрогобицької області, маючи документи на чуже ім'я. 12 вересня під час облави, влаштованої НКВС, Кирила Осьмака заарештували.
Два з половиною роки він перебував під слідством, ув'язнений у Дрогобицькій тюрмі (1944—1947), у січні 1947 року його перевезли до Лук'янівської тюрми (Київ). Вийти із-за ґрат йому вже не судилося. Перебуваючи під слідством, Кирило Осьмак тривалий час видавав себе за іншу людину. Проте з огляду на показання тих, хто зустрічався з ним до і під час війни, Осьмака ідентифікували й засудили. Протягом усього цього часу Кирило Осьмак перебував у Владімірському централі (1948—1960), де й загинув 16 травня 1960 року.
У 2004 році Кирила Осьмака перепоховали на Байковому кладовищі в Києві (ділянка № 49а, 50°25′1.80″ пн. ш. 30°30′4.40″ сх. д. / 50.4171667° пн. ш. 30.5012222° сх. д.).

## Нагороди
- Орден Свободи (31 жовтня 2018, посмертно) — за значний особистий внесок у національне відродження та побудову Української держави, активну участь у національно-визвольному русі, багаторічну плідну громадську діяльність та з нагоди 100-річчя проголошення Західноукраїнської Народної Республіки[3]

## Кирило Осьмак у літературі
- Дмитро Павличко написав поему «Кирило Осьмак»[4].
- Віктор Жадько написав роман-сповідь «Кирило Осьмак: Заповідаю вам Україну». — К., 2012. — 342 с.

## Увічнення пам'яті

Могила Кирила Осьмака на Байковому кладовищі

- 24 серпня 2007 в Шишаках завдяки зусиллям та коштом місцевих патріотів, зокрема членів УНП, було відкрито пам'ятний знак Кирилові Осьмаку. У ніч проти 28 грудня 2007 цей пам'ятний знак сплюндровано. Вандали пошкодили меморіальну дошку з портретом Кирила Осьмака: очевидно, по ній кидали асфальтові брили та уламок бетонного бордюру.[5]Меморіальна табличка Кирилу Осьмаку в урочищі Марголичі, що між селами Орів та Ямельниця

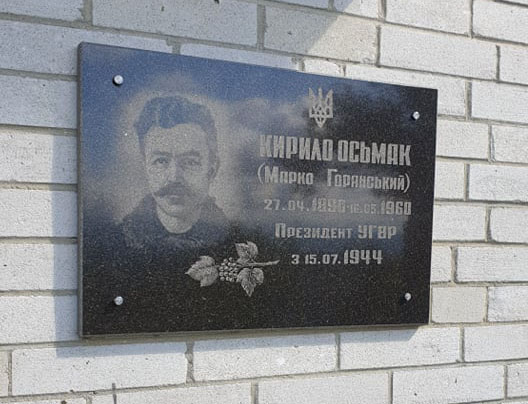
Меморіальна табличка Кирилу Осьмаку в урочищі Марголичі, що між селами Орів та Ямельниця

- 1 грудня 2007 на Байковому кладовищі в Києві (ділянка 49-а) відбулося освячення пам'ятника Кирилу Осьмаку.[6]

- Рішенням сесії Шишацької селищної ради, яка відбулась 11 лютого 2008, частину вулиці Леніна в центрі селища Шишаки перейменовано на майдан Кирила Осьмака.[7]

- Рішенням Київської міської ради від 3 вересня 2015 року одну з вулиць Києва названо ім'ям Кирила Осьмака.

- 2018 року в урочищі Марголичі, що між селами Орів та Ямельниця в Дрогобицькому районі Львівської області, на капличці на честь борців за волю України встановлена меморіальна таблиця на честь голови УГВР (Кирило Осьмака був поранений біля Орова, після чого лікувався в селі Дорожеві[8]).
- 3 грудня 2020 року в Полтаві в приміщенні Полтавського політехнічного фахового коледжу, де колись розміщувалося Полтавське Олександрівське реальне училище,  в якому навчався К.Осьмак, відкрили меморіальну дошку К.І.Осьмаку.
- 20 травня 2015 року в Полтаві вулицю Баумана було перейменовано на вулицю Кирила Осьмака[9]

## Родина
Донька Кирила Осьмака — Наталя Осьмак — громадська діячка. Її син, онук Кирила Осьмака — Денис Шолом — медик, учасник війни на сході України.